# Sóc chuột Alpine
Sóc chuột Alpine (Neotamias alpinus) là một loài động vật có vú trong họ Sóc, bộ Gặm nhấm. Loài này được Merriam mô tả năm 1893.